# SimAnt
SimAnt ist ein Ameisen-Lebenssimulation-Computerspiel, das von Maxis entwickelt wurde und 1991 für DOS durch Ocean Software erschien. Noch im selben Jahr erschien eine Version für Windows 3.x und Macintosh. Im Folgejahr erschien eine Portierung für Amiga. 1993 folgten Portierungen für SNES, FM Towns, PC-98 und X68000.

## Spielprinzip
Der übernimmt die direkte Steuerung der erstgeborenen Ameise einer neuen Ameisenkolonie. Diese lässt sich über das Setzen von Schwerpunkten grob beeinflussen. Die übrigen Ameisen sind nicht direkt steuerbar. Leitet man sie zu einer Futterquelle, so transportieren diese sie automatisch ab und bilden dabei eine Ameisenstraße. Schauplatz ist der Garten eines Vorstadthauses. Feinde sind Rasenmäher, Spinnentiere und Schuhe von Menschen. Sobald die Spieler-kontrollierte Ameise verstirbt, entsteht eine kurze Wartezeit, bis ein Nachkomme geboren wird. Der Garten ist auf 192 Parzellen aufgeteilt, die besiedelt werden können. Spielziel ist es, die Menschen aus dem Haus zu vertreiben, in dem 70 % davon besiedelt werden, und den Kampf gegen die Feuerameisen zu gewinnen.

## Rezeption
Joachim Nettelbeck von PC Joker lobte seinerzeit die VGA-Grafik und die Musikuntermalung. Die Menüsteuerung sei durch die Symbole sehr bequem. Der Schwierigkeitsgrad sei jedoch vergleichsweise niedrig. Sobald man die Oberhand erlange, könne der Gegner seinen Rückstand kaum aufholen. Michael Anton vom Aktuellen Software Markt gefiel, dass man die Tiere aus einem anderen Blickwinkel kennen lerne. Das Spiel lade zum Experimentieren ein und könne sich problemlos mit Simulationen im größeren Maßstab messen. Volker Weitz von Power Play bemerkte, dass die richtige Balance zwischen Unterhaltung und Lernsoftware gefunden worden sei. Das Spiel sei durch das Tutorial selbsterklärend und nicht frustrierend. Die Variante für DOS und Mac unterscheiden sich technisch kaum.
Amiga Joker bezeichnete die Konvertierung als gelungen. In Bezug auf die Langzeitmotivation übertreffe sie sogar das Original. Power Play wies darauf hin, dass ausreichend Arbeitsspeicher und ein Festplattenlaufwerk auf dem Amiga empfehlenswert seien.
Die Fassung für das Super Nintendo Entertainment System wurde von Video Games stark kritisiert. Die Konsole sei dem Rechenaufwand nicht gewachsen. Durch die ständige Ladezeit ginge der Unterhaltungswert verloren. Grafisch und von der Geräuschkulisse präsentiere sich das Spiel zu minimalistisch.